# Onimar Synn
Onimar Synn es un supervillano de DC Comics. Fue creado por David S. Goyer y Geoff Johns y apareció por primera vez en JSA N° 23 (junio de 2001).

## Historia
Según las leyendas, en el comienzo Thanagar estaba plagado por siete demonios. De estos, ninguno era más temido que Onimar Synn. Finalmente, este sería derrotado por el héroe legendario Kalmoran y permanecería encerrado en una bóveda de metal Nth durante milenios.
Mientras estuvo encerrado, Thanagar se volvió poderoso, pero luego fue devastado durante una guerra con los Tormocks. En medio de la reconstrucción, Synn fue liberado y asesinó a Alto Consejo gobernante. Luego se dispuso a conquistar el planeta con la obtención del control de tanto metal Nth como le era posible. Mediante las propiedades psicorreactivas del metal, Synn obtuvo el control no sólo sobre un metal único en su clase, sino que también obtuvo las memorias raciales del planeta.
Synn recibió la oposición de los Hierofantes, rebeldes nativos de Thanagar y de otras razas que habían sido conquistadas. Cuando estos transportaron a Kendra Saunders a su planeta, ella pudo traer al Hombre Halcón de regreso de entre los muertos. Armado con un guantelete de metal Nth (la "Garra de Horus"), Hawkman y la JSA lucharon con los soldados zombis de Synn. Sin embargo, fueron sobrepasados en número y capturados rápidamente.
Eventualmente, el grupo pudo liberarse y enfrentar a Onimar Synn. Utilizando todo el metal Nth de los alrededores, Synn creció tanto que hasta Atom Smasher tuvo dificultades para igualar su tamaño. No obstante, Hawkman y Hawkgirl pudieron derrotarlo al unirse y reconocer su amor. Sus almas eran tan fuertes que, a través de la Garra de Horus, causaron estragos en el cuerpo de metal Nth de Synn
Onimar Synn regresó durante la Guerra Rann/Thanagar, ya que fue capaz de reconstruirse con la ayuda de sus adoradores y renovar sus planes de conquista. Una coalición de héroes logró derrotarlo y lo dividieron en siete pedazos; cada uno de estos fue enviado al centro de una estrella para que nunca pueda volver a reformarse.

## Poderes
Onimar Synn es un inhumi, un demonio que se alimenta de almas. Normalmente, aquellos a quienes mata de este modo, resucitan como zombis.
Synn posee fuerza y resistencia increíbles. Fue capaz de soportar los golpes de Black Adam sin inmutarse y de golpearlo tan fuerte que lo envió volando fuera del planeta. Si su cortan su cuerpo, las partes vuelven a unierse cuando se colocan juntas.
Al ser tan antiguo como el mismo Thanagar, Synn posee grandes conocimientos respecto a la plena utilización del metal Nth. Aunque el metal Nth es conocido por sus habilidades anti-gravitacionales, él también pudo emplearlo para afectar el electromagnetismo, la interacción nuclear fuerte, y la interacción nuclear débil (Ver Teoría de Gran Unificación.) También puede usarlo para lanzar latigazos psíquicos.